# Округ Монтгомери (Мисури)
Округ Монтгомери (енгл. Montgomery County) је округ у америчкој савезној држави Мисури.

## Демографија
По попису из 2010. године број становника је 12.236, што је 100 (0,8%) становника више него 2000. године.
| Група             | 2000.          | 2010.          |
| Белци             | 11.596 (95,6%) | 11.642 (95,1%) |
| Афроамериканци    | 248 (2,0%)     | 201 (1,6%)     |
| Азијати           | 31 (0,3%)      | 31 (0,3%)      |
| Хиспаноамериканци | 94 (0,8%)      | 172 (1,4%)     |
| Укупно            | 12.136         | 12.236         |